# Bror van der Zijde
Bror van der Zijde (Gouda, 13 februari 1989) is een Nederlandse atleet en bobsleeër die tot in 2018 actief was.

## Atletiek
In de atletiek was Van der Zijde vooral gespecialiseerd in het kogelslingeren.
Persoonlijk record
| Onderdeel      | Prestatie | Datum       | Plaats  |
| -------------- | --------- | ----------- | ------- |
| kogelslingeren | 54,08 m   | 6 juni 2010 | Sittard |

## Bobsleeën
In 2010 werd hij actief als remmer in het bobsleeën. Hij startte als bemanningslid achter piloot Ivo de Bruin. In het seizoen 2011/12 nam hij deel aan het enige WK namens Nederland, hierbij ze werden gediskwalificeerd. In de zomer van 2013 bleek hij bij remtesten van de bond beter dan Sybren Jansma, waarna hij in 2014 zowel in de twee- als de viermansbob de vaste remmer werd van piloot Edwin van Calker. Op de Olympische Winterspelen werden ze 19e in de 2-bob en behaalden ze de 11e plaats in de 4-bob, samen met Sybren Jansma en Arno Klaassen. Nadat in 2017 op beide onderdelen de twee Russische bobs alsnog werden gediskwalificeerd stegen ze twee plaatsen in de officiële uitslag.
In de (niet-olympische) seizoenen 2014/15, 2015/16 en 2016/17 was Bror van der Zijde actief als bemanningslid achter de Zwitserse piloot Rico Peter in zowel de twee- als viermansbob. In deze periode behaalde hij zeven podium plaatsen in de Wereldbeker bobsleeën. In het eerste seizoen werd hij in de tweemansbob derde in de WB-wedstrijd in La Plagne, welke wedstrijd tevens als het Europees kampioenschap gold. Als derde Europese bob behaalden ze hiervoor ook de bronzen medaille. In de viermansbob werd de derde plaats behaald in de WB-wedstrijd in Altenberg. In het tweede seizoen werd hij in de wereldbekerwedstrijden in Königssee en Park City twee keer derde in de viermansbob. In het derde seizoen werd in de wereldbeker achtereenvolgens in Whistler, Lake Placid en Pyeongchang de tweede, eerste en tweede plaats behaald.
Tijdens de Wereldkampioenschappen bobsleeën nam hij in deze periode deel in 2014/15 waarbij de zevende plaats in de tweemansbob en de zesde plaats in de viermansbob werd behaald. In 2015/16 werd de bronzen medaille behaald in de viermansbob, samen met Thomas Amrhein en Simon Friedl. In 2016/17 nam hij aan het WK deel in de viermansbob als bemanningslid van de Zwitser Clemens Bracher waarbij ze als 22e eindigden (Rico Peter c.s. eindigde als 15e).
In het (olympische) seizoen 2017/18 was hij weer actief in de Nederlandse bobs met Ivo de Bruin als piloot en Janko Franjic, Jeroen Piek en Dennis Veenker als teamgenoten. Op 21 januari 2018 kwam hij in de laatste wereldbekerwedstrijd van dat seizoen in Königssee in de viermansbob voor het laatst in wedstrijdverband uit.